# Еволуциона екологија
Еволуциона екологија је грана биологије која еколошке појаве, или односе третира са аспекта еволуционе биологије. 